# アジア太平洋地域科学館協会
アジア太平洋地域科学館協会（あじあたいへいようちいきかがくかんきょうかい / ASPAC, Asia Pacific Network of Science & Technology Centres）は、アジア太平洋地域における科学館等の、相互協力や情報交換を推進するために、1997年に設立された国際組織。科学館や科学博物館のような、科学技術について対話的に学べ、科学理解を普及させる施設を対象にしている。本部はオーストラリアのキャンベラにある。
アジア太平洋地域を中心に17か国の施設や企業が参加している。
日本からは国立科学博物館や日本科学未来館などが参加している。
正式名称は英語の Asia Pacific Network of Science & Technology Centres である。日本語の中では略称の “ASPAC” （アスパック）、あるいは「アジア太平洋地域科学館協会」と呼ばれる。